# 10 avril 1994
Le dimanche 10 avril 1994 est le 100e jour de l'année 1994.

## Naissances
- Boy de Jong, footballeur néerlandais
- Nerlens Noel, joueur de basket-ball américain
- Oskar Svendsen, coureur cycliste norvégien

- Jovian (morte le 10 novembre 2014), acteur lémurien

## Décès
- John O'Brien (né le 21 mai 1960), écrivain américain
- Mariette Brion (née le 6 avril 1908), personnalité politique française
- Reinaldo Gorno (né le 18 juin 1918), athlète argentin